# See-Gaster
See-Gaster (niem. Wahlkreis See-Gaster) – okręg w Szwajcarii, w kantonie St. Gallen.  
Okręg składa się z dziesięciu gmin (Gemeinde) o powierzchni 245,91 km² i o liczbie mieszkańców 70 554.

## Gminy
1. Amden
2. Benken
3. Eschenbach
4. Gommiswald
5. Kaltbrunn
6. Rapperswil-Jona
7. Schänis
8. Schmerikon
9. Uznach
10. Weesen

## Zmiany administracyjne
- 1 stycznia 2007
  - utworzenie miasta Rapperswil-Jona z gminy Jona i miasta Rapperswil
- 1 stycznia 2013
  - przyłączenie gmin Goldingen i St. Gallenkappel do gminy Eschenbach
  - przyłączenie gmin Rieden i Ernetschwil do gminy Gommiswald